# ワシントンの日高義樹です
『ワシントンの日高義樹です』（- ひだかよしき - 、英題:Yoshiki Hidaka Reporting From Washington）は、テレビ東京系列で主に祝日に放送されている、アメリカ・ワシントンを中心とする保守的な視点に基づくインタビュー・討論番組で、日高義樹の冠番組である。2011年4月29日放送開始。
2011年3月20日をもって通算放送回数186回で終了した『日高義樹のワシントン・リポート』（以下、『前身番組』と記す）を発展的に新装した番組である。

## 概要
この番組は、前身番組の特徴を受け継ぎ、ハドソン研究所客員首席研究員で国際政治ジャーナリストの日高義樹がアメリカの国内外の諸問題に関する現状を追い、主に共和党の政治家や、同党を支持・賛同的立場の有識者をゲストに招き、毎回のテーマに沿った対談方式で放送される。通常は英語で対談し、日本語字幕スーパーで放送される。
またアメリカ海軍などの潜水艦や航空母艦にも同乗取材を行ったこともある。
前身番組以来、毎年1月の放送は元国務長官であるヘンリー・キッシンジャーを招き、当年以降の日本を含む国際情勢について対談を行う。 
番組のオープニング（メインテーマ）は前身番組と同じく、Network Music Ensembleの「Sports Central」が引き継がれているが一部アレンジがされている。
また、前身番組は標準画質（SD）制作だったが、本番組からハイビジョン（HD）制作となっている。

## 放送時間
- 不定期（主に祝日の12：00 - 12：30）
  - 放送回により、祝日以外の日時への変更や時間拡大がある。
  - BSジャパンでの放送は行われていない。

## 放送リスト
1. （2011年4月29日）「今度の原発事故をアメリカはどう見ているか!?」（ゲスト：米議会核戦略委員会委員長 ジェームス・シュレジンジャー、全米商工会議所エネルギー委員会副委員長 クリストファー・グース）
2. （2011年5月3日）「アメリカはなぜ全力で日本を助けたのか!?」（ゲスト：米議会核戦略委員会委員長 ジェームス・シュレジンジャー）
3. （2011年7月18日）「緊迫する東シナ海を米軍偵察機で飛ぶ」
4. （2011年9月23日）「アメリカ第7艦隊はいつまで日本を守るか〜ラフヘッド海軍総司令官」[3]（ゲスト：第29代アメリカ海軍作戦部長 ゲイリー・ラフヘッド）
5. （2011年10月10日）「アメリカは破産するのか〜全米商工会議所ドナヒュー会長」（ゲスト：全米商工会議所会長 トーマス・ドナヒュー）
6. （2011年11月3日）「北朝鮮は危険な軍事技術輸出大国になった〜レイビー前米財務次官」（ゲスト：前米財務次官 スチュワート・レイビー）
7. （2011年12月23日）「アメリカはいつまで日本を守るか〜マッカーシー米下院院内総務」（ゲスト：米共和党下院院内総務 ケビン・マッカーシー、雑誌『ウィークリー・スタンダード』編集長 フレッド・バーンズ）[4]
8. （2012年1月9日）「2012年世界はどうなる〜キッシンジャー博士に聞く」（ゲスト：元米国務長官 ヘンリー・キッシンジャー）
9. （2012年3月20日）「アメリカ帝国は終焉するのか〜キッシンジャー博士に聞く」（ゲスト：第8回と同じ）
10. （2012年10月21日）「米大統領選挙を予測する〜ロムニーは勝てるのか」（ゲスト：米上院共和党議員総会会長代行 ロイ・ブラント、全米商工会議所会長 トム・ドナヒュー、雑誌『ウィークリー・スタンダード』編集長 フレッド・バーンズ、政治評論家 ウイリアム・クリスコール）[5]
11. （2012年12月9日）「日米関係はどうなる〜オバマ第二次政権」（ゲスト：米上院共和党議員総会会長代行 ロイ・ブラント、米海軍総司令官 ジョナサン・グリナート大将、全米商工会議所会長 トム・ドナヒュー、前米国防総省国防副長官 エリック・エデルマン、元米国防総省次官 ダグラス・フェイス）